# Aproximació paraxial
L'aproximació paraxial s'utilitza per al càlcul de sistemes òptics, suposant que les trajectòries dels raigs de llum formen angle petit amb l'eix òptic. En l'aproximació paraxial de primer ordre, el sinus i la tangent d'un angle s'aproximen per l'angle mateix (en radians), i el cosinus per 1. En l'aproximació paraxial de segon ordre, el sinus i la tangent tenen la mateixa aproximació, mentre que
{\displaystyle \cos(\theta )\approx 1-{\theta ^{2} \over 2}\ .}

Obtenció de la imatge d'un objecte creada per una lent convergent en aproximació paraxial, estant l'objecte situat a l'esquerra del focus. En aquest cas, la imatge és real, invertida i de menor mida que l'objecte.

Per calcular la imatge d'un objecte en un sistema òptic centrat sota aproximació paraxial, se segueixen les següents regles:
- Els raigs que incideixen sobre la lent paral·lelament a l'eix òptic, es refracten de manera que es tallen en el focus de la lent.
  - Si la lent és positiva, el focus es troba al costat contrari al d'incidència dels raigs, que convergeixen sobre ell.
  - Si la lent és negativa, el focus es troba al costat d'incidència dels raigs, de manera que aquests divergeixen.
- Els raigs que passen pel centre òptic de la lent no es refracten i continuen sense desviar.

Per aquest motiu el centre òptic és el punt d'un sistema òptic centrat, tal que tot raig que passa per ell no pateix cap desviació."
 Per calcular la imatge d'un objecte, es prenen dos punts sobre el mateix i es tracen els raigs a través de les lents. Un dels punts se situa sobre l'eix òptic, de manera que un dels raigs és el mateix eix que, com passa pel centre òptic de la lent no es desvia. De l'altre punt es trien dos raigs amb una trajectòria coneixem: un que passa pel centre òptic de la lent i no es refracta i un altre paral·lel a l'eix òptic, que es refracta a la lent i passa pel focus. El punt on es tallin aquests dos raigs és on es forma la imatge, i la seva mida és des d'aquest punt a l'eix òptic.